# Station Couffoulens - Leuc
Station Couffoulens-Leuc is een spoorwegstation in de Franse gemeente Couffoulens.